# جون كيلر
جون كيلر (بالإنجليزية: John Keller)‏ مواليد 10 نوفمبر 1928 في كانساس - الوفاة 6 أكتوبر 2000، كان لاعب كرة سلة أمريكي. بلغ طوله 6 قدم 3 بوصة (1.9 م). مثّل منتخب بلاده. شارك في دورة الألعاب الأولمبية الصيفية سنة 1952.

## الميداليات
| الميدالية | المسابقة                       |
| --------- | ------------------------------ |
| ذهبية     | الألعاب الأولمبية الصيفية 1952 |

## روابط خارجية
- جون كيلر على موقع الاتحاد الدولي لكرة السلة (الإنجليزية)
- جون كيلر على موقع كلية كرة السلة في سبورتس رفرنس.كوم (الإنجليزية)
- جون كيلر على موقع سبورتس رفرنس (الإنجليزية)
- جون كيلر على موقع أوليمبيديا (الإنجليزية)